# Alkalischer Sturz
Der alkalische Sturz ist eine Fällungsreaktion, die im Rahmen des Kationentrennungsgangs in der Ammoniumsulfid-Gruppe verwendet wird. Sie dient der Ausfällung von Mangan- und Eisensalzen.

## Reaktionen
Das Zentrifugat der Ammoniumsulfidfällung, bei der Nickel- und Cobalt-Salze ausgefällt werden, wird mit einer stark basischen Wasserstoffperoxid-Lösung versetzt. Als Basen können Natrium- oder Kaliumhydroxid verwendet werden. Durch die Anwesenheit von Wasserstoffperoxid wirkt die Lösung stark oxidierend.
In Lösung befindliche Manganionen werden so als Hydrat des Braunsteins (MnO(OH)2) ausgefällt:
{\displaystyle \mathrm {Mn^{2+}\ +\ H_{2}O_{2}\ +\ 2\ OH^{-}\longrightarrow \ MnO(OH)_{2}\downarrow \ +\ H_{2}O} }
Eisenionen werden im basischen Milieu als Eisen(III)-hydroxid (Fe(OH)3) ausgefällt:
{\displaystyle \mathrm {Fe^{3+}\ +\ 3\ OH^{-}\longrightarrow \ Fe(OH)_{3}\downarrow } }
Durch die oxidierenden Bedingungen wird in Lösung befindliches Fe(II) zu Eisen(III) oxidiert.
Die ausgefällten Verbindungen können im Anschluss einzeln untersucht werden.
In Lösung verbleiben Chrom-, Zink-, Aluminium-, Wolfram-, Vanadium- und Uranverbindungen, die im weiteren Trennungsgang einzeln nachgewiesen werden können. Anstelle von Natronlauge/Wasserstoffperoxid kann auch Natriumperoxid verwendet werden.
Im Rahmen der Urotropinfällung kann der alkalische Sturz auch zur Ausfällung von Titan- und Eisensalzen genutzt werden. Titan wird im oxidierenden Milieu zu Ti(IV) oxidiert, welches als Titandioxid ausfällt.
{\displaystyle \mathrm {2\ Ti^{3+}\ +\ H_{2}O_{2}\ +\ 6\ OH^{-}\longrightarrow \ 2\ TiO_{2}\downarrow \ +\ 4\ H_{2}O} }

## Quelle
- Gerhart Jander, Ewald Blasius, Joachim Strähle, Eberhard Schweda, Rolando Rossi: Lehrbuch der analytischen und präparativen Anorganischen Chemie. 16. Auflage, S. Hirzel Verlag, Stuttgart 2006, ISBN 3-7776-1388-6, S. 557–558.